# Sekundär artikulation
Sekundär artikulation är inom fonetiken när artikulationen av ett språkljud påverkas av en annan del av talapparaten än den huvudsakliga artikulatorn.
Sekundär artikulation är vanligt vid så kallad koartikulation, det vill säga när uttalet av ett språkljud påverkas av omkringliggande ljud. Till exempel uttalas fonemet /s/ olika i orden si och sy. I det senare ordet övertar s-ljudet läpprundningen från det rundade y-ljudet och labialiseras, [siː] respektive [sʷyː].
Sekundär artikulation kan även ingå i ett språkljuds vanliga uttal, oavsett omkringliggande ljud. Ett exempel är många slaviska språk, där de flesta konsonanter har  ett palataliserat (mjukt) och ett icke-palataliserat (hårt) uttal. I dessa fall är den palatala artikulationen sekundär till konsonantens huvudsakliga artikulationsställe.